# Pagar Kaya (Sungai Keruh)
Pagar Kaya is een bestuurslaag in het regentschap Musi Banyuasin van de provincie Zuid-Sumatra, Indonesië. Pagar Kaya telt 2439 inwoners (volkstelling 2010).